# NGC 2586
NGC 2586 is een hemelobject van drie sterren, een driehoek vormend in het sterrenbeeld Waterslang. Het hemelobject werd in 1886 ontdekt door de Amerikaanse astronoom Frank Muller.